# Banak (ort i Iran)
Banak (persiska: بنک, بنگ, محله بنک) är en ort i Iran.   Den ligger i provinsen Bushehr, i den södra delen av landet, 900 km söder om huvudstaden Teheran. Banak ligger 28 meter över havet och antalet invånare är 8 753.
Terrängen runt Banak är varierad. Havet är nära Banak åt sydväst. Runt Banak är det ganska glesbefolkat, med 31 invånare per kvadratkilometer. Närmaste större samhälle är Kangān, 5,4 km sydost om Banak. Trakten runt Banak är ofruktbar med lite eller ingen växtlighet.